# Zadok (Priester)
Zadok war ein im 10. Jahrhundert v. Chr. lebender jüdischer Priester, der im Alten Testament der Bibel mehrfach erwähnt wird.

## Etymologie
Der hebräische Personenname צָדוֹק ṣādōq „Zadok“ ist die Kurzform eines Verbalsatznamens, dessen Subjekt (und zugleich theophores Element) entfallen ist. Das Prädikat ist von der Verbwurzel צדק ṣdq, deutsch ‚gerecht sein‘ ableitbar, der Name lässt sich daher mit „(Gott) ist gerecht“ übersetzen. Alternativ könnte auch ein Einwortname (bestehend aus einem Adjektiv) vorliegen, dann wäre die Übersetzung „gerecht“. Die Septuaginta gibt den Namen als Σαδωκ Sadōk wieder, die Vulgata als Sadoc.

## Biblische Erzählung
Der biblische Zadok war der Sohn von Ahitub, ein Nachkomme von Eleasar, dem dritten Sohn von Aaron, der David half (2 Sam 8,17 ; 1 Chr 12,28 ). Gemäß der biblischen Erzählung half Zadok, die Bundeslade Israels, nachdem diese in der Schlacht bei Eben-Ezer gegen die Philister verloren war, aus dem Hause Obed-Edoms in Gat nach Jerusalem zu bringen (1 Chr 15,11–13 ). Danach übte Zadok noch eine Zeitlang sein Amt in Gibeon aus, wo sich die Stiftshütte befand (1 Chr 16,39 ). Zadok unterstützte David auch gegen Abschalom (2 Sam 15,24–36 ; 17,15 ). Er führte auf Weisung Davids die Salbung Salomos aus (1 Kön 1,7f ). König Salomo machte Zadok zum Hohenpriester anstelle Abjatars, welcher sich zuvor auf die Seite Adonias gestellt hatte (1 Kön 2,35 ).
Zadok und seine Nachfolger taten Dienst im ersten Tempel, den Salomo erbaut hatte, bis zu seiner Zerstörung 587 v. Chr. Im zweiten Tempel versahen die Zadokiden den Dienst des Hohenpriesters bis 171 v. Chr. Sie waren ebenfalls Priester am Jüdischen Tempel in Leontopolis in Ägypten und dienten in Jerusalem bis zur Zerstörung durch die Römer unter Titus im Jahre 70.
Zadok zählte zu den Vorfahren des Propheten Esra (Esr 7,1–6 ).

## Rezeption
Georg Friedrich Händels Krönungshymne Zadok the Priest, die von der Salbung Salomos durch Zadok und den Propheten Nathan handelt, wurde seit 1727 bei der Krönung jedes britischen Monarchen verwendet, zuletzt am 6. Mai 2023 bei der Krönung von Charles III., davor bei der Krönung von dessen Mutter, Elisabeth II., im Jahre 1953. Die UEFA verwendet eine Abwandlung der Krönungshymne für die UEFA Champions League.